# Ferrières-Saint-Hilaire
Ferrières-Saint-Hilaire är en kommun i departementet Eure i regionen Normandie i norra Frankrike. Kommunen ligger i kantonen Broglie som tillhör arrondissementet Bernay. År 2022 hade Ferrières-Saint-Hilaire 428 invånare.

## Befolkningsutveckling
Antalet invånare i kommunen Ferrières-Saint-Hilaire
Referens:INSEE